# 고읍역
고읍역(古邑驛)은 조선민주주의인민공화국 평안북도 정주시에 위치한 평의선의 철도역이다.